# هنینگ سولبرگ
هنینگ سولبرگ (نروژی: Henning Solberg؛ زادهٔ ۸ ژانویهٔ ۱۹۷۳) راننده رالی اهل نروژ است.
وی در تیم‌هایی همچون تیم رالی جهانی فورد، تیم رالی جهانی ام-اسپورت، تیم رالی جهانی آداپتا عضویت داشته است. او برادر پیتر سولبرگ قهرمان رانندگی رالی است.